# 성골롬반외방선교회
쿨룸반외방선교회(Missionary Society of St. Columban)는 아일랜드의 에드워드 갈빈 신부에 의해 창설된 가톨릭 선교 단체이다. 이름은 6~7세기 아일랜드의 성인 콜룸반을 기린 것이다. 현재 본 선교회 소속 천노엘 신부는 사회복지법인 무지개공동회 대표로 재직중에 있다.

## 한국과의 관계
- 성이시돌목장
- 사회복지법인 무지개공동회